# Liste der Mitglieder des australischen Repräsentantenhauses (1998–2001)
Dies ist die Liste der Abgeordneten des australischen Repräsentantenhauses zwischen 1998 und 2001.
Insgesamt wurden 148 Mitglieder bei den Parlamentswahlen 1998 für das Unterhaus gewählt.
Die nationalliberale Koalition aus der Nationalen Partei Australiens und der Liberal Party of Australia bildete mit 80 Sitzen die Mehrheit.
| Mitglied           | Partei                             | Wahlkreis          | Bundesstaat bzw. Territorium | Amtszeiten           |
| ------------------ | ---------------------------------- | ------------------ | ---------------------------- | -------------------- |
| Tony Abbott        | Liberal Party of Australia         | Warringah          | New South Wales              | 1994–                |
| Dick Adams         | Australian Labor Party             | Lyons              | Tasmanien                    | 1993–                |
| Anthony Albanese   | Australian Labor Party             | Grayndler          | New South Wales              | 1996–                |
| John Anderson      | Nationale Partei Australiens       | Gwydir             | New South Wales              | 1989–2007            |
| Peter Andren       | parteilos                          | Calare             | New South Wales              | 1996–2007            |
| Neil Andrew        | Liberal Party of Australia         | Wakefield          | South Australia              | 1983–2004            |
| Kevin Andrews      | Liberal Party of Australia         | Menzies            | Victoria                     | 1991–                |
| Larry Anthony      | Nationale Partei Australiens       | Richmond           | New South Wales              | 1996–2004            |
| Fran Bailey        | Liberal Party of Australia         | McEwen             | Victoria                     | 1990–1993, 1996–2010 |
| Bruce Baird        | Liberal Party of Australia         | Cook               | New South Wales              | 1998–2007            |
| Phil Barresi       | Liberal Party of Australia         | Deakin             | Victoria                     | 1996–2007            |
| Kerry Bartlett     | Liberal Party of Australia         | Macquarie          | New South Wales              | 1996–2007            |
| Kim Beazley        | Australian Labor Party             | Brand              | Western Australia            | 1980–2007            |
| Arch Bevis         | Australian Labor Party             | Brisbane           | Queensland                   | 1980–2010            |
| Bruce Billson      | Liberal Party of Australia         | Dunkley            | Victoria                     | 1996–                |
| Bronwyn Bishop     | Liberal Party of Australia         | Mackellar          | New South Wales              | 1996–                |
| Julie Bishop       | Liberal Party of Australia         | Curtin             | Western Australia            | 1998–                |
| Laurie Brereton    | Australian Labor Party             | Kingsford Smith    | New South Wales              | 1990–2004            |
| Mal Brough         | Liberal Party of Australia         | Longman            | Queensland                   | 1996–2007            |
| Anna Burke         | Australian Labor Party             | Chisholm           | Victoria                     | 1998–                |
| Anthony Byrne 1    | Australian Labor Party             | Holt               | Victoria                     | 1999–                |
| Alan Cadman        | Liberal Party of Australia         | Mitchell           | New South Wales              | 1974–2007            |
| Ross Cameron       | Liberal Party of Australia         | Parramatta         | New South Wales              | 1996–2004            |
| Ian Causley        | Nationale Partei Australiens       | Page               | New South Wales              | 1996–2007            |
| Bob Charles        | Liberal Party of Australia         | La Trobe           | Victoria                     | 1990–2004            |
| Ann Corcoran 2     | Australian Labor Party             | Isaacs             | Victoria                     | 2000–2007            |
| Peter Costello     | Liberal Party of Australia         | Higgins            | Victoria                     | 1990–2009            |
| David Cox          | Australian Labor Party             | Kingston           | South Australia              | 1998–2004            |
| Simon Crean        | Australian Labor Party             | Hotham             | Victoria                     | 1990–                |
| Janice Crosio      | Australian Labor Party             | Prospect           | New South Wales              | 1990–2004            |
| Michael Danby      | Australian Labor Party             | Melbourne Ports    | Victoria                     | 1998–                |
| Alexander Downer   | Liberal Party of Australia         | Mayo               | South Australia              | 1984–2008            |
| Trish Draper       | Liberal Party of Australia         | Makin              | South Australia              | 1996–2007            |
| Graham Edwards     | Australian Labor Party             | Cowan              | Western Australia            | 1998–2007            |
| Annette Ellis      | Australian Labor Party             | Canberra           | Australian Capital Territory | 1996–2010            |
| Kay Elson          | Liberal Party of Australia         | Forde              | Queensland                   | 1996–2007            |
| Craig Emerson      | Australian Labor Party             | Rankin             | Queensland                   | 1998–                |
| Warren Entsch      | Liberal Party of Australia         | Leichhardt         | Queensland                   | 1996–2007, 2010–     |
| Gareth Evans 1     | Australian Labor Party             | Holt               | Victoria                     | 1996–1999            |
| Martyn Evans       | Australian Labor Party             | Bonython           | South Australia              | 1994–2004            |
| John Fahey         | Liberal Party of Australia         | Macarthur          | New South Wales              | 1996–2001            |
| Laurie Ferguson    | Australian Labor Party             | Reid               | New South Wales              | 1990–                |
| Martin Ferguson    | Australian Labor Party             | Batman             | Victoria                     | 1996–                |
| Tim Fischer        | Nationale Partei Australiens       | Farrer             | New South Wales              | 1984–2001            |
| Joel Fitzgibbon    | Australian Labor Party             | Hunter             | New South Wales              | 1996–                |
| John Forrest       | Nationale Partei Australiens       | Mallee             | Victoria                     | 1993–                |
| Christine Gallus   | Liberal Party of Australia         | Hindmarsh          | South Australia              | 1990–2004            |
| Teresa Gambaro     | Liberal Party of Australia         | Petrie             | Queensland                   | 1996–2007, 2010–     |
| Joanna Gash        | Liberal Party of Australia         | Gilmore            | New South Wales              | 1996–                |
| Petro Georgiou     | Liberal Party of Australia         | Kooyong            | Victoria                     | 1994–2010            |
| Jane Gerick        | Australian Labor Party             | Canning            | Western Australia            | 1998–2001            |
| Steve Gibbons      | Australian Labor Party             | Bendigo            | Victoria                     | 1998–                |
| Julia Gillard      | Australian Labor Party             | Lalor              | Victoria                     | 1998–                |
| Alan Griffin       | Australian Labor Party             | Bruce              | Victoria                     | 1993–                |
| Barry Haase        | Liberal Party of Australia         | Kalgoorlie         | Western Australia            | 1998–                |
| Jill Hall          | Australian Labor Party             | Shortland          | New South Wales              | 1998–                |
| Gary Hardgrave     | Liberal Party of Australia         | Moreton            | Queensland                   | 1996–2007            |
| Michael Hatton     | Australian Labor Party             | Blaxland           | New South Wales              | 1996–2007            |
| David Hawker       | Liberal Party of Australia         | Wannon             | Victoria                     | 1983–2010            |
| Kelly Hoare        | Australian Labor Party             | Charlton           | New South Wales              | 1998–2007            |
| Joe Hockey         | Liberal Party of Australia         | North Sydney       | New South Wales              | 1996–                |
| Colin Hollis       | Australian Labor Party             | Throsby            | New South Wales              | 1983–2001            |
| Bob Horne          | Australian Labor Party             | Paterson           | New South Wales              | 1993–1996, 1998–2001 |
| John Howard        | Liberal Party of Australia         | Bennelong          | New South Wales              | 1974–2007            |
| Kay Hull           | Nationale Partei Australiens       | Riverina           | New South Wales              | 1998–2010            |
| Julia Irwin        | Australian Labor Party             | Fowler             | New South Wales              | 1998–2010            |
| Harry Jenkins      | Australian Labor Party             | Scullin            | Victoria                     | 1986–                |
| David Jull         | Liberal Party of Australia         | Fadden             | Queensland                   | 1975–1983, 1984–2007 |
| Bob Katter         | Nationale Partei Australiens       | Kennedy            | Queensland                   | 1993–                |
| De-Anne Kelly      | Nationale Partei Australiens       | Dawson             | Queensland                   | 1996–2007            |
| Jackie Kelly       | Liberal Party of Australia         | Lindsay            | New South Wales              | 1996–2007            |
| David Kemp         | Liberal Party of Australia         | Goldstein          | Victoria                     | 1990–2004            |
| Cheryl Kernot      | Australian Labor Party             | Dickson            | Queensland                   | 1998–2001            |
| Duncan Kerr        | Australian Labor Party             | Denison            | Tasmanien                    | 1987–2010            |
| Mark Latham        | Australian Labor Party             | Werriwa            | New South Wales              | 1994–2005            |
| Carmen Lawrence    | Australian Labor Party             | Fremantle          | Western Australia            | 1994–2007            |
| Tony Lawler        | Nationale Partei Australiens       | Parkes             | New South Wales              | 1998–2001            |
| Michael Lee        | Australian Labor Party             | Dobell             | New South Wales              | 1984–2001            |
| Lou Lieberman      | Liberal Party of Australia         | Indi               | Victoria                     | 1993–2001            |
| Peter Lindsay      | Liberal Party of Australia         | Herbert            | Queensland                   | 1996–2010            |
| Kirsten Livermore  | Australian Labor Party             | Capricornia        | Queensland                   | 1998–                |
| Jim Lloyd          | Liberal Party of Australia         | Robertson          | New South Wales              | 1996–2007            |
| Stewart McArthur   | Liberal Party of Australia         | Corangamite        | Victoria                     | 1984–2007            |
| Robert McClelland  | Australian Labor Party             | Barton             | New South Wales              | 1996–                |
| Ian Macfarlane     | Liberal Party of Australia         | Groom              | Queensland                   | 1998–                |
| Stephen Martin     | Australian Labor Party             | Cunningham         | New South Wales              | 1984–2002            |
| Margaret May       | Liberal Party of Australia         | McPherson          | Queensland                   | 1998–2010            |
| Jann McFarlane     | Australian Labor Party             | Stirling           | Western Australia            | 1998–2004            |
| Peter McGauran     | Nationale Partei Australiens       | Gippsland          | Victoria                     | 1983–2008            |
| Leo McLeay         | Australian Labor Party             | Watson             | New South Wales              | 1979–2004            |
| Bob McMullan       | Australian Labor Party             | Fraser             | Australian Capital Territory | 1996–2010            |
| Jenny Macklin      | Australian Labor Party             | Jagajaga           | Victoria                     | 1996–                |
| Daryl Melham       | Australian Labor Party             | Banks              | New South Wales              | 1990–                |
| John Moore 4       | Liberal Party of Australia         | Ryan               | Queensland                   | 1975–2001            |
| Allan Morris       | Australian Labor Party             | Newcastle          | New South Wales              | 1983–2001            |
| Frank Mossfield    | Australian Labor Party             | Greenway           | New South Wales              | 1996–2004            |
| Judi Moylan        | Liberal Party of Australia         | Pearce             | Western Australia            | 1993–                |
| John Murphy        | Australian Labor Party             | Lowe               | New South Wales              | 1998–                |
| Garry Nehl         | Nationale Partei Australiens       | Cowper             | New South Wales              | 1984–2001            |
| Gary Nairn         | Liberal Party of Australia         | Eden-Monaro        | New South Wales              | 1996–2007            |
| Brendan Nelson     | Liberal Party of Australia         | Bradfield          | New South Wales              | 1996–2009            |
| Paul Neville       | Nationale Partei Australiens       | Hinkler            | Queensland                   | 1993–                |
| Peter Nugent 5     | Liberal Party of Australia         | Aston              | Victoria                     | 1990–2001            |
| Michelle O’Byrne   | Australian Labor Party             | Bass               | Tasmanien                    | 1998–2004            |
| Gavan O’Connor     | Australian Labor Party             | Corio              | Victoria                     | 1993–2007            |
| Neil O’Keefe       | Australian Labor Party             | Burke              | Victoria                     | 1984–2001            |
| Chris Pearce 5     | Liberal Party of Australia         | Aston              | Victoria                     | 2001–2010            |
| Tanya Plibersek    | Australian Labor Party             | Sydney             | New South Wales              | 1998–                |
| Roger Price        | Australian Labor Party             | Chifley            | New South Wales              | 1984–2010            |
| Geoff Prosser      | Liberal Party of Australia         | Forrest            | Western Australia            | 1987–2007            |
| Christopher Pyne   | Liberal Party of Australia         | Sturt              | South Australia              | 1993–                |
| Harry Quick        | Australian Labor Party             | Franklin           | Tasmanien                    | 1993–2007            |
| Peter Reith        | Liberal Party of Australia         | Flinders           | Victoria                     | 1982–1983, 1984–2001 |
| Bernie Ripoll      | Australian Labor Party             | Oxley              | Queensland                   | 1998–                |
| Michael Ronaldson  | Liberal Party of Australia         | Ballarat           | Victoria                     | 1990–2001            |
| Nicola Roxon       | Australian Labor Party             | Gellibrand         | Victoria                     | 1998–                |
| Kevin Rudd         | Australian Labor Party             | Griffith           | Queensland                   | 1998–                |
| Philip Ruddock     | Liberal Party of Australia         | Berowra            | New South Wales              | 1973–                |
| Rod Sawford        | Australian Labor Party             | Port Adelaide      | South Australia              | 1988–2007            |
| Alby Schultz       | Liberal Party of Australia         | Hume               | New South Wales              | 1998–                |
| Con Sciacca        | Australian Labor Party             | Bowman             | Queensland                   | 1987–1996, 1998–2004 |
| Bruce Scott        | Nationale Partei Australiens       | Maranoa            | Queensland                   | 1990–                |
| Patrick Secker     | Liberal Party of Australia         | Barker             | South Australia              | 1998–                |
| Bob Sercombe       | Australian Labor Party             | Maribyrnong        | Victoria                     | 1996–2007            |
| Leonie Short 4     | Australian Labor Party             | Ryan               | Queensland                   | 2001                 |
| Sid Sidebottom     | Australian Labor Party             | Braddon            | Tasmanien                    | 1998–2004, 2007–     |
| Peter Slipper      | Liberal Party of Australia         | Fisher             | Queensland                   | 1984–1987, 1993–     |
| Stephen Smith      | Australian Labor Party             | Perth              | Western Australia            | 1993–                |
| Warren Snowdon     | Australian Labor Party             | Northern Territory | Northern Territory           | 1987–1996, 1998–     |
| Alex Somlyay       | Liberal Party of Australia         | Fairfax            | Queensland                   | 1990–                |
| Andrew Southcott   | Liberal Party of Australia         | Boothby            | South Australia              | 1996–                |
| Stuart St. Clair   | Nationale Partei Australiens       | New England        | New South Wales              | 1998–2001            |
| Sharman Stone      | Liberal Party of Australia         | Murray             | Victoria                     | 1996–                |
| Wayne Swan         | Australian Labor Party             | Lilley             | Queensland                   | 1993–1996, 1998–     |
| Kathy Sullivan     | Liberal Party of Australia         | Moncrieff          | Queensland                   | 1984–2001            |
| Lindsay Tanner     | Australian Labor Party             | Melbourne          | Victoria                     | 1993–2010            |
| Andrew Theophanous | Australian Labor Party/parteilos 3 | Calwell            | Victoria                     | 1980–2001            |
| Cameron Thompson   | Liberal Party of Australia         | Blair              | Queensland                   | 1998–2007            |
| Andrew Thomson     | Liberal Party of Australia         | Wentworth          | New South Wales              | 1995–2001            |
| Kelvin Thomson     | Australian Labor Party             | Wills              | Victoria                     | 1996–                |
| Warren Truss       | Nationale Partei Australiens       | Wide Bay           | Queensland                   | 1990–                |
| Wilson Tuckey      | Liberal Party of Australia         | O’Connor           | Western Australia            | 1980–2010            |
| Mark Vaile         | Nationale Partei Australiens       | Lyne               | New South Wales              | 1993–2008            |
| Danna Vale         | Liberal Party of Australia         | Hughes             | New South Wales              | 1996–2010            |
| Barry Wakelin      | Liberal Party of Australia         | Grey               | South Australia              | 1993–2007            |
| Mal Washer         | Liberal Party of Australia         | Moore              | Western Australia            | 1998–                |
| Kim Wilkie         | Australian Labor Party             | Swan               | Western Australia            | 1998–2007            |
| Daryl Williams     | Liberal Party of Australia         | Tangney            | Western Australia            | 1993–2004            |
| Greg Wilton 2      | Australian Labor Party             | Isaacs             | Victoria                     | 1996–2000            |
| Michael Wooldridge | Liberal Party of Australia         | Casey              | Victoria                     | 1987–2001            |
| Trish Worth        | Liberal Party of Australia         | Adelaide           | South Australia              | 1996–2004            |
| Christian Zahra    | Australian Labor Party             | McMillan           | Victoria                     | 1998–2004            |